# Breno Cezar
Breno Cezar (sinh ngày 21 tháng 4 năm 1995) là một cầu thủ bóng đá người Brasil.

## Sự nghiệp câu lạc bộ
Breno Cezar đã từng chơi cho SC Sagamihara.